# 细辛
细辛（学名：Asarum sieboldii）又名华细辛、汉城细辛，是马兜铃科细辛属的植物。分布在日本、朝鲜以及中国大陆的浙江、河南、山东、河北、江西、陕西、四川、安徽等地，生长于海拔1,200米至2,100米的地区，多生在林下阴湿腐殖土中，属中国原产的植物（非从国外引种）。

## 别名
华细辛（文献通称）、盆草细辛（四川）。

## 性味归经
性温，味辛。归肺，肝经。

## 功效
- 祛风，散寒止痛，温肺化饮，宣通鼻窍[2]。
- 流感或風濕引起之頭痛、身痛。
- 牙痛、口瘡、鼻淵。
- 本品有麻醉作用。
- 可幫助腸道蠕動。
- 氣血兩虛者不宜多用。

## 毒性作用
- 古人就認為細辛是毒藥，只能少量使用，有「細辛不過錢」的說法，《本草綱目》记载「細辛…若單用末，不可過一錢，多則氣悶塞不通則死，雖死無傷」。[3]
- 含有黃樟醚毒性較強，係致癌物質，高溫易被破壞。
- 細辛含有強力致癌及腎毒性物質馬兜鈴酸，但仍有辦法安全使用，可以僅使用含量極低的根部（古方也僅使用根部）、並利用馬兜鈴酸幾乎不溶於水的特性，若僅採用根部製藥，並採取水煎，再經由嚴格的檢驗複查，則不含馬兜鈴酸；因此並未禁用。[4]

## 外部連結
- 華細辛 Huaxixin （页面存档备份，存于） 藥用植物圖像數據庫 (香港浸會大學中醫藥學院) （中文）（英文）
- 北細辛 Beixixin （页面存档备份，存于） 藥用植物圖像數據庫 (香港浸會大學中醫藥學院) （中文）（英文）
- 細辛 中藥材圖像數據庫  (香港浸會大學中醫藥學院) （中文）（英文）
- 馬兜鈴酸I Aristolochic acid I （页面存档备份，存于） 中草藥化學圖像數據庫 (香港浸會大學中醫藥學院) （中文）（英文）
- 甲基丁子香酚,4-烯丙基-1,2-二甲氧基苯 Methyleugenol,4-allyl-1,2-dimethoxybenzene （页面存档备份，存于） 中草藥化學圖像數據庫 (香港浸會大學中醫藥學院) （中文）（英文）
- 黃樟素 Safrole （页面存档备份，存于） 中草藥化學圖像數據庫 (香港浸會大學中醫藥學院) （中文）（英文）

## 延伸阅读
[在维基数据编辑]
 《欽定古今圖書集成·博物彙編·草木典·細辛部》，出自陈梦雷《古今圖書集成》
 《植物名實圖考·細辛》，出自吳其濬《植物名實圖考》